# Philippe II de Carteret de Sercq
Ne doit pas être confondu avec Philippe II de Carteret.
Philippe II de Carteret de Sercq, né le 18 février 1584 et mort le 22 août 1643, est un noble issu de la puissante famille Carteret, seigneur de l'île de Sercq et seigneur de Saint-Ouen, sur l'île de Jersey.

## Biographie
Philippe est le fils de Philippe Ier de Carteret de Sercq(1552–1594) et de Rachel Poulet (1564–1650).
Il fut étudiant à l'université d'Oxford. 
En 1594, il succède, à l'âge de dix ans, à son père qui vient de mourir, comme seigneur de l'île de Sercq. 
En 1617, il est élevé au titre de chevalier.
En 1627, il est désigné comme bailli de Jersey.
Il épouse Anne Dowse et eurent une fille, Anne de Carteret (décédée en 1709), qui épousa le huguenot, doyen de la Cathédrale de Lincoln, Daniel Brévint.
Il meurt en 1643 et son fils, Philippe III de Carteret de Sercq, lui succédera.